# Eupithecia macdunnoughi
Eupithecia macdunnoughi là một loài bướm đêm trong họ Geometridae.